# Понт-а-Сель
Понт-а-Сель (фр. Pont-à-Celles, валлон. Pont-a-Cele / Pont-a-Cèle) — коммуна в Валлонии, расположенная в провинции Эно, округ Шарлеруа. Принадлежит Французскому языковому сообществу Бельгии. На площади 55,73 км² проживают 16 292 человека (плотность населения — 292 чел./км²), из которых 48,39 % — мужчины и 51,61 % — женщины. Средний годовой доход на душу населения в 2003 году составлял 13 135 евро.
Почтовые коды: 6230, 6238. Телефонный код: 071.